# Olešenka
Olešenka (jusqu'en 1950 : Olešná ; en allemand : Woleschna) est une commune du district de Havlíčkův Brod, dans la région de Vysočina, en République tchèque. Sa population s'élevait à 184 habitants en 2020.

## Géographie
Olešenka se trouve à 4 km au sud-est de Přibyslav, à 15 km à l'est-sud-est de Havlíčkův Brod, à 22 km au nord-est de Jihlava et à 112 km au sud-est de Prague.
La commune est limitée par Přibyslav à l'ouest et au nord, par Nové Dvory au nord, par Nížkov à l'est et au sud-est, et par Brzkov au sud-ouest.

## Histoire
La première mention écrite de la localité date de 1356.